# Moncler
Moncler S.p.A. er en italiensk modetøjsvirksomhed, der er specialiseret i ready-to-wear og haute couture overtøj. Siden begyndelsen som en dunjakke-butik har de udvidet til at designe regntøj, vindjakker, strikket tøj, lædervarer, fodtøj, fragrance og relaterede accessories. Moncler blev etableret i alpebyen Monestier-de-Clermont i 1952.